# Rozhovor muže s vlastní duší
Rozmluva člověka odhodlávajícího se k sebevraždě s jeho duší (nebo také Rozmluva kandidáta sebevraždy s jeho duší, v německém prostředí Gespräch eines Lebensmüden mit seiner Seele) je moderní název jedné z památek staroegyptského písemnictví. Text zároveň patří k nemnoha dosud objeveným
staroegyptským dílům, která mají výrazně filosofické ladění.

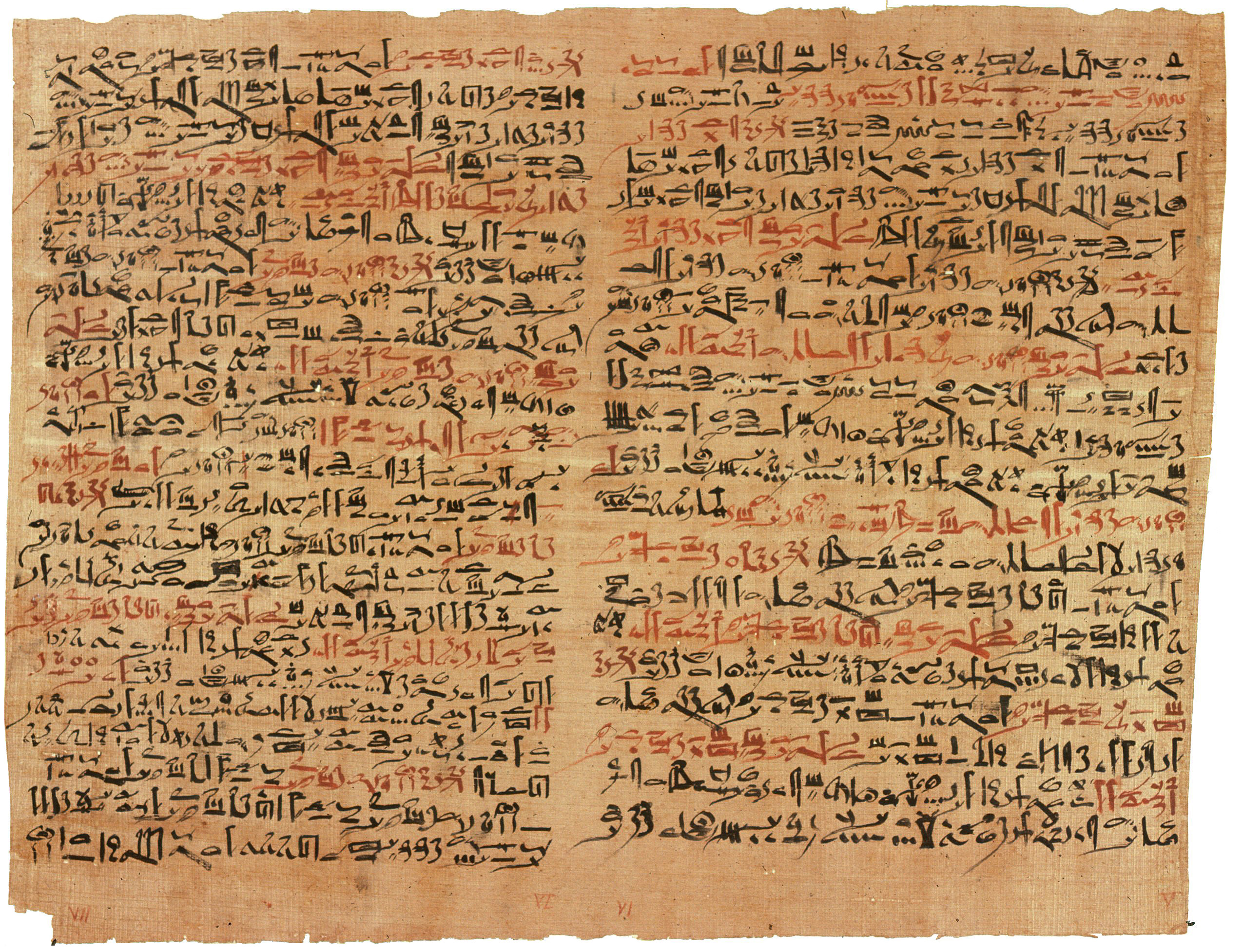
Příklad hieratického textu na papyru (tzv. Smithův papyrus).

Dochovaný exemplář textu představuje opis pořízený v době střední říše (2040/55 – 1786 př. n. l.). Je psaný hieratickým písmem a obsahuje písařské chyby, které komplikují jeho interpretaci. Začátek chybí, protože je papyrus zčásti poškozen. V současnosti se papyrus nachází v Berlínském muzeu, kde je katalogizován pod číslem 324.

## Obsah
Začátek díla je ztracen, na základě zbývajícího textu však lze předpokládat, že se zabýval vylíčením katastrof, které stihly titulního hrdinu. Zachovalý text tvoří vlastní dialog. Během něho oslovuje kandidát sebevraždy svou duši a oznamuje jí, že se rozhodl sama sebe sprovodit ze světa. Předkládá argumenty na podporu svého rozhodnutí a žádá duši, aby ho následovala v posmrtném životě. Duše se argumenty pokouší vyvracet, zpochybňuje je a uvádí důvody, proč setrvat při životě pozemském. Odmítá svého oponenta následovat. Ten v závěru rozhovoru přednáší veršovanou skladbu, kde haní pozemský život a opěvuje krásu smrti. Duše se nechává přesvědčit a slibuje, že bude provázet nebožtíkovo tělo. Dochovaný text končí obvyklou formulí písaře: „Toto bylo opsáno od začátku do konce tak, jak bylo nalezeno napsané.“

## Forma
Rozhovor člověka odhodlávajícího se k sebevraždě s jeho duší je koncipován jako dialog mezi tímto člověkem, respektive jeho duchem, a duší. Tyto pojmy jsou přitom vymezeny v duchu staroegyptské duchovní kultury: duch je charakterizován jako lidská vůle a paměť, kdežto duše jako prvek božského původu oživující materii. Duše je oslovována ve druhé osobě jednotného čísla, titulní hrdina k ní promlouvá jako k „sestře“.
Dialog je ke konci proložen lyrickou skladbou. Ta zahrnuje pět částí složených z nepravidelného počtu strof. Jednotlivé strofy čítají tři verše, z nichž první uvozuje každou strofu v rámci dané části.

## Tendence z hlediska standardů staroegyptského písemnictví
Obecně lze říci, že dílo jeví v kontextu staroegyptského písemnictví realistické, pesimistické a subjektivistické tendence.
Realismus textu spočívá v tom, že se v něm nevyskytuje žádný zásah vyšší moci ani jiné působení nadpřirozených sil. Podle Lexy dokonce patří k dílům „tak ryze realistickým, že jejich střízlivost až zaráží“.
O pesimismu svědčí způsob argumentace, který se v dialogu uplatňuje, i závěr, kde se projevuje životní rezignace. Dílo končí sebevraždou titulního hrdiny. Podle F. Bissinga je pesimismus ve staroegyptském písemnictví cizorodý prvek, vnesený sem Semity a Řeky, v době předpokládaného vzniku papyru však kulturní styky mezi egyptskou a semitskou nebo řeckou civilizací neexistovaly.
Subjektivismus se projevuje absencí děje a hlubokou introspekcí, na které je dialog založen. (Lexa: „Nelze se představiti čistší subjektivismus.“)

## Filosofie
Z literárně historického hlediska se jedná o jeden z významných podkladů ke studiu egyptského duchovního života. Dílo má totiž filosofický charakter, a patří tudíž k nemnoha filosofickým textům starověkého Orientu, jež se nám dochovaly.
Titulní hrdina si klade otázky o smyslu života, zvažuje jeho hodnotu v porovnání s životem posmrtným a kriticky hodnotí soudobou morálku. Pozemský život pak zavrhne ve prospěch posmrtného a o tomtéž nakonec přesvědčí i svou duši.

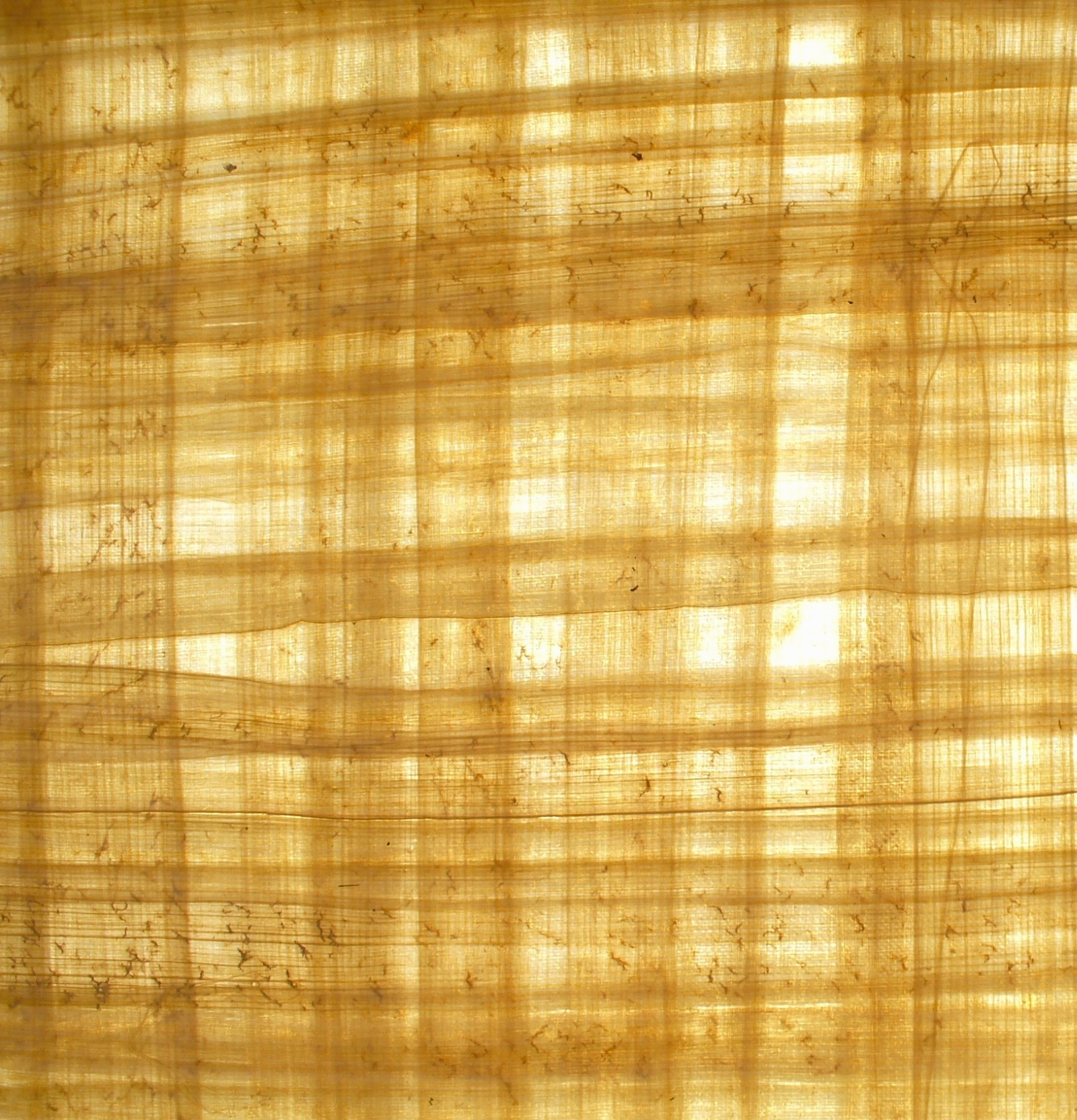
Struktura papyru.

Zatím co hrdina reprezentuje pesimistický náhled na pozemský život, duše život hájí a nahlíží ho optimisticky. Během obhajoby nabádá člověka, aby užíval tohoto daru k radovánkám, a vyzývá ho k lhostejnosti vůči katastrofám, které se mu přihodily.
Ke změně názoru ji pohne až lyrická skladba, již hrdina přednáší. Optimistické stanovisko tedy není zvikláno hrdinovou logicky konstruovanou argumentací, ale až jeho subjektivní výpovědí, založenou na citovém pojetí problému.
Skladba je založena na metaforách, kde sebe sama člověk ztotožňuje s různými negativními (neestetickými a nemorálními) jevy a naopak posmrtný život s jevy kladnými (estetickými, morálními a příjemnými). Negativní jevy jsou přitom často materiálního charakteru („zápach zdechliny  / v den, kdy žárem sálá nebe“), kdežto kladné jevy jsou častěji duchovního charakteru („smrt jeví se mi dnes / jako vyjasnění / člověku snažícímu se pochopit, co neví“). Tato antinomie silně připomíná tzv. barokní rozpornost a zvláště dílo českého básníka Bedřicha Bridela „Co Bůh? Člověk?“.
Pokud jde o hodnocení soudobé morálky, hrdina se k ní staví kriticky a zavrhuje ji na základě vlastních zkušeností. Jmenovitě vyčítá lidem zpupnost, neúctu, krádeže, nevěru, nespravedlnost atd.; současný stav implicitně klade do protikladu k dřívějším dobám, které podle něho nebyly poznamenány touto morální krizí („S kým mám mluviti dnes? / Pokojnému člověku vede se zle, / dobro jest všude tisknuto k zemi.“ nebo „Zlo bičuje svět / a není mu konce.“). Nemá žádnou naději do budoucna, jediné východisko spatřuje ve smrti. Z vlastního hlediska tak v závěru dochází vykoupení.
Jelikož se začátek díla nedochoval, nevíme, vyskytuje-li se v něm obžaloba sil, které přivodily hrdinův nešťastný osud, a obhajoba jeho bezúhonného života. Lexa však pokládá takový obsah za pravděpodobný. V případě, že by tomu tak bylo, jednalo by se o paralelu biblické Knihy Jóbovy a ostatních starověkých děl, která se kriticky staví k božské působnosti. Šlo by tím pádem o jeden z nejstarších dokladů skeptického filosofického myšlení v literatuře a duchovních dějinách lidstva vůbec.

## Vydání
První novodobé zpracování tohoto díla pochází od německého egyptologa Adolfa Ermana, který mu věnoval pojednání „Gespräch eines Lebensmüden mit seiner Seele“ (knižně vyšlo roku 1896 v Berlíně). Toto vydání obsahuje fototypickou reprodukci hieratického textu.
V českém překladu text vyšel jako součást studie „Beletristická literatura staroegyptská“ (vyšlo roku 1923) pod názvem „Rozmluva člověka odhodlávajícího se k sebevraždě s jeho duší“. Autor studie a překladu je zakladatel české egyptologie František Lexa.